# 枫丹 (旺代省)
枫丹（法語：Fontaines）是法国卢瓦尔河地区大区 旺代省的一个旧市镇，位于该省东南部，属于丰特奈勒孔特区。该市镇2009年时的人口 为758人。
枫丹已于2016年1月1日起和相邻的杜瓦合并成为杜瓦累枫丹（法語：Doix lès Fontaines）。

## 人口
枫丹人口变化图示
| 数据来源：INSEE |